# Das Gold der Inkas
Das Gold der Inkas (in den neueren Übersetzungen Der Sohn der Sonne, engl. The Son of the Sun) ist der erste Dagobert Duck-Comic von Don Rosa, der erstmals im Juli 1987 in der 219. Uncle Scrooge-Ausgabe veröffentlicht wurde. Es handelt sich um eine bekannte Comic-Geschichte mit Disneys Dagobert Duck, Donald Duck und Tick, Trick und Track, die Don Rosa als großes Talent in der Disney-Comicbranche etabliert und Rosas Kindheitstraum erfüllt, Autor und Illustrator von Geschichten mit Dagobert Duck zu werden.
Die Kombination aus Hommage an Carl Barks, cleverem und intelligentem Schreiben, ansprechender Kunst und der Abhängigkeit der Auflösung der Handlung von einem der erlösendsten Charaktereigenschaften von Dagobert trug maßgeblich dazu bei, dass diese Geschichte als moderner Klassiker aufgefasst wurde.

## Hintergrund
Don Rosa hatte Barks, den beliebtesten Schriftsteller und Illustrator von Dagobert Duck-Comics, seit seiner Kindheit vergöttert und während seiner frühen Karriere mehrere Comics mit starken stilistischen Einflüssen aus Barks’ Werken gezeichnet. Eine solche Geschichte, die in einer Reihe mit dem Titel Pertwillaby Papers erschien, hieß Lost In (an alternative section of) the Andes und war nicht zuletzt eine Hommage an eine Barks-Geschichte mit dem Titel Im Land der viereckigen Eier.
Als Rosa begann, mit Gladstone Publishing, einem Verlag für Disney-Comics, zusammenzuarbeiten, bat er um die Erlaubnis, eine Dagobert Duck-Geschichte zu zeichnen. Rosa aktualisierte die Handlung für Lost In (an alternative section of) the Andes, um Dagobert und seine Neffen anstelle des ursprünglichen Protagonisten zu zeigen, diese Geschichte erschien mit dem englischen Titel Son of the Sun. Er hat seitdem festgestellt, dass die ursprüngliche Konzeption der Geschichte in seinem Kopf immer die Disney-Enten gezeigt hatte und dass Das Gold der Inkas einfach eine Rückkehr zur ursprünglichen Konzeption ist.
Die Geschichte stieß auf große Resonanz und wurde für einen Harvey Award nominiert. Rosa wurde sofort zu einem wichtigen Talent für das Schreiben und Illustrieren von Dagobert Duck.

## Handlung
Die Geschichte beginnt im Entenhausener Museum, wo Dagobert Duck eine Museumsausstellung mit den größten Wundern eröffnet, die er auf seinen Reisen um die Welt gesammelt hat (die meisten davon sind direkte Hommagen an klassische Barks-Geschichten).
Während Dagobert mit seinen Neffen Donald Duck und Tick, Trick und Track (die alle mit den Artefakten vertraut sind und an den Expeditionen für sie teilgenommen haben) prahlt, belauscht Mac Moneysac, der dabei ist, seine eigene Ausstellung zu eröffnen, Dagobert und ein Gespräch zwischen den beiden Rivalen wird zu einem prahlerischen Kampf, wer der größte Abenteurer und Schatzsucher ist. Dagobert fordert Moneysac auf, etwas vorzuschlagen, das er finden könnte; Moneysac ist für einen Moment ratlos, dann erblickt er Dagoberts Exponat von Inka-Artefakten und weist darauf hin, dass Dagobert, während er die ursprünglichen Goldminen der Inkas fand, niemals die goldenen Artefakte gefunden hat, die aus den Minen gewonnen worden waren. Bald sind Dagobert und seine Neffen auf einem Rennen mit Moneysac, um zu sehen, wer den „größeren Inka-Schatz“ finden und für sich beanspruchen kann.
Der erste Hinweis kommt, sobald Moneysac gegangen ist, als Donald eine Inka-Vase aufhebt, die während des prahlerischen Matches umgeworfen wurde. Sie finden eine Metallplatte im Inneren, die eine Karte zu einem Tempel des Manco Cápac in den Anden enthält. Leider lauscht Moneysac erneut.
In einem Dorf in der Nähe von Cusco angekommen, mietet Dagobert ein Flugzeug, um sie an ihren Standort zu fliegen. Der Pilot des Flugzeugs entpuppt sich als Moneysac, der mit vorgehaltener Waffe von der Plakette abnimmt und dann mit dem Fallschirm abspringt. Dagobert versucht, die Kontrolle über das Flugzeug zurückzugewinnen und reißt so versehentlich den Bauch des Flugzeugs heraus, während er zu tief fliegt und seine Neffen auf den Talboden, immer noch auf ihren Sitzen, auf den Talboden fallen lässt. Als das Flugzeug abfliegt, nähert sich Moneysac und informiert die Ducks, dass Dagobert die von ihm angeheuerten Träger verscheucht hat, sodass sie vorschlägt, die Artefakte gemeinsam zu suchen.
Eine Woche später erreichen Moneysac und seine zögernden Helfer einen abgelegenen Berg, auf dessen Gipfel sich der Tempel befindet, der um eine große vulkanische Fumarole gebaut ist (daher die Beschreibung der Gedenktafel, der „Lebensatem“ von Manco Cápac). Moneysac betritt die Schatzkammer des Tempels und ist außer sich vor Freude, einen riesigen Vorrat an goldenen Inka-Artefakten zu entdecken. Dann taucht Dagobert auf und informiert Moneysac ruhig, dass das Flugzeug vor einigen Tagen auf dem Berggipfel abgestürzt ist und seinen Anspruch auf Gold bereits über das Funkgerät des Flugzeugs angemeldet hat.
Es scheint, als hätte Dagobert gewonnen, aber Tick, Trick und Track sind sich in einer Sache nicht einig: Die Gedenktafel weist darauf hin, dass ein „Schatz“ der Inkas in den Tempel verbracht wurde, dies aber auf natürliche Weise und vor den Konquistadoren. Als Moneysac feststellt, dass es einen weiteren Inka-Schatz im Tempel geben muss, geht er seinen Forschungen nach und entdeckt das „Auge“ von Manco Cápac: einen riesigen, scheibenförmigen Sonnenstoß, der mit riesigen Edelsteinen geschmückt ist. Da Dagobert das Gold und nicht den Tempel beansprucht und es kein Gold auf dem Sonnendurchbruch gibt, gehört es Moneysac.
Als Dagobert und Moneysac anfangen, sich darüber zu streiten, wessen Schatz von größerem Wert ist, beginnt Moneysac, es von seiner Wandhalterung herunterzunehmen, aber es fällt und rollt die Schläfenstufen hinunter und in die Fumarole. Es wird mit der konvexen Seite nach unten in das Loch geklemmt, wodurch eine perfekte Abdichtung entsteht. Als die vulkanischen Gase einen enormen Druck aufbauen, bemerkt Dagobert, dass die Rückseite des Sonnendurchbruchs in Gold gehüllt ist, was einen weiteren heftigen Streit zwischen ihm und Moneysac auslöst und bewirkt, dass sie den Sonnendurchbruch noch fester einklemmen. Bevor die anderen sie aufhalten können, steigt der Druck und die gesamte Bergspitze, der Tempel und alles andere wird plötzlich wie ein Korken aus einer Flasche in den Himmel geblasen. Die Ducks können einen Wandteppich als provisorischen Fallschirm verwenden, bevor der Tempel direkt neben dem Dorf, von dem sie ursprünglich losgegangen sind, in einem fast bodenlosen Vulkansee landet. Der massive Wasserspritzer bewässert die Getreidefelder der Dorfbewohner und befreit sie von den Auswirkungen der jüngsten Dürre.
Der ganze Schatz ist jetzt völlig unwiederbringlich. Als die entmutigten Ducks ihre Reise zurück in die Zivilisation antreten, kommt Dagobert aus dem Dorf und erwähnt, dass er zugestimmt hat, eine Pumpstation für das Dorf zu bauen, damit sie nie wieder von Dürre heimgesucht werden. Moneysac verachtet Dagoberts Großzügigkeit, bis Dagobert verrät, dass die Dorfbewohner im Gegenzug zugestimmt haben, ihm den See für einen Peso zu verkaufen – was Dagobert zum rechtmäßigen Besitzer des Tempels und des gesamten darin befindlichen Schatzes macht. Auch wenn er es nicht abrufen kann, ist Dagobert jetzt der eindeutige rechtmäßige Eigentümer des gesamten Schatzes – und somit der Gewinner des Wettbewerbs.

## Bezug zu Barks’ Werken
Die Geschichte ist bemerkenswert für ihre klare Hommage an viele Barks-Geschichten, die eine Suche nach verlorenen Schätzen, eine Reihe von unwahrscheinlichen Hinweisen, die entschlüsselt werden müssen, um sie wiederzufinden, und eine Reihe von unvorhersehbaren Wendungen auf dem Weg zur Wiedergewinnung des genannten Schatzes, alle klassischen Elemente von Barks’ Dagobert Duck-Geschichten.
Die Darstellung von Dagobert ist ein bewusster Kontrast zu Moneysacs Übel und Hinterhältigkeit: Dagobert ist sowohl schlau als auch großzügig und sucht nach Wegen, um Gewinne zu erzielen, die den lokalen Gemeinschaften viel Gutes bringen. Die Tatsache, dass seine Großzügigkeit es ihm ermöglicht, in dieser Geschichte über Moneysac zu triumphieren, zeigt die Qualitäten, die Dagobert zu einem Helden und nicht nur zu einem reichen Exzentriker machen.

### Visuelle Hinweise
Die Museumsausstellung enthält eine Reihe von Erinnerungsstücken aus klassischen Barks-Abenteuern mit Dagobert:
- Der Zehner aus dem Jahr 1916 (aus „Der verlorene Zehner“)
- Die Krone von Dschingis Khan (aus „Die Krone des Dschingis-Khan“)
- Eine Sammlung von Inka-Artefakten (aus „Das Gold der Inkas“)
- Der Stein der Weisen (aus „Der Stein der Weisen“)
- Der rosa gestreifte Rubin (aus „Die Spitzen der Gesellschaft“)

## Referenzen in späteren Arbeiten von Rosa
- In Rosas Geschichte Zurück ins Land der Viereckigen Eier, einer Fortsetzung von Barks’ Im Land der viereckigen Eier, reisen Dagobert und seine Neffen nach Südamerika, um Hühner zu finden, die viereckige Eier legen. Viele skrupellose Tycoons sind bestrebt, Dagobert zu folgen, aber Dagobert hängt sie alle ab, mit Ausnahme von Moneysac, der sich „allzu schmerzhaft“ an die Pumpstation erinnert, die Dagobert am Ufer des Titicacasees gebaut hat, und erkennt, dass es Dagoberts wahrscheinliches Ziel ist. Der ältere südamerikanische Gentleman taucht ebenfalls wieder auf und wiederholt sein Zitat: „Die spinnen, die Amerikaner!“
- In Rosas Geschichte Das Geheimnis von Eldorado konkurrieren Dagobert und Moneysac darum, die verlorene Stadt Eldorado in Kolumbien zu finden. Während dieses Wettbewerbs ärgert Dagobert Moneysac mehrmals über dessen Niederlage während ihres vorherigen Wettbewerbs in Südamerika.
- Don Rosa hat eine Widmung auf der letzten Seite vermerkt, D.U.C.K. (Dedicated to Uncle Carl from Keno), in späteren Werken tritt dies versteckter auf, da hier die Redakteure eine verbotene Signatur des Zeichners vermuteten.